# 东郊镇 (望奎县)
东郊镇，是中华人民共和国黑龙江省绥化市望奎县下辖的一个镇。
2014年2月27日，黑龙江省民政厅批复同意撤销东郊乡，设立东郊镇。

## 行政区划
东郊镇下辖以下地区：
厢兰五村、正白前二村、正白前三村、厢兰四村、水四村、前水五村和后水五村。